# 나나파치
나나파치(일본어: ななぱち)는 온라인 게임 포털 사이트 한게임이 운영하는 파친코 · 파치슬로 게임 서비스이다. 2011년 4월 26일까지 서비스 이름은 777WORLD였다.